# アムステルダム・アムステル駅
アムステルダム・アムステル駅（アムステルダム・アムステルえき、オランダ語：Station Amsterdam Amstel スタシオン・アムステルダム・アムステル）は、オランダのアムステルダム市街地南東部のアムステルダム東地区（Amsterdam-Oost）にあるオランダ鉄道（NS）とアムステルダム市営交通会社（GVB）の駅。GVBでは単にアムステル駅（Amstelstation）という。

## 主な路線

### オランダ鉄道（NS）
アムステルダム中央駅方面
- 1時間に6本

ユトレヒト方面
- Intercity（1時間に4本）

ハウダ、ロッテルダム方面
- Sprinter（1時間に2本）

### アムステルダム市営交通会社（GVB）
- メトロ51号線 （中央駅～南駅～ウェストウェイク）
- メトロ53号線 （中央駅～ガースペル湖）
- メトロ54号線 （中央駅～ガイン）
- トラム12系統 （スローテルダイク駅～キンケル通り～ミュージアム広場～アムステル駅）

## 駅構造
NSとGVBが方向別の島式2面4線のホームを共用している。外側路線がNS、内側路線がGVBメトロである。
エスカレータ及びエレベータは完備。駅構内施設として、窓口（切符予約・販売、サービス窓口）、自動券売機、売店（Etos, Kioskなど）、コンビニ（Albert Heijn To Go）、ファストフード店（バーガーキング, Smuller'sなど）がある。

## 駅周辺
- アムステル・バスターミナル

国際バス：ユーロラインズ
市内・近郊路線：15,37,40,62,101,136,152,157,245,261,263,355,356系統
- アムステルダム高等専門学校（Hogeschool van Amsterdam, HvA）
- オムファル（Omval ）再開発地区・高層ビル街

レンブラント・タワー（Rembrandttoren、アムステルダムで最も高いビル）、モンドリアン・タワービル（Mondriaantoren）、ブライトナー・タワービル（Breitnertoren）